# شهرستان پلاسکی (جورجیا)
شهرستان پلاسکی، جورجیا (به انگلیسی: Pulaski County, Georgia) یک سکونتگاه مسکونی در ایالات متحده آمریکا است که در جورجیا واقع شده‌است.